# Ґрабошево (Вонґровецький повіт)
Ґрабошево (пол. Graboszewo) — село в Польщі, у гміні Вапно Вонґровецького повіту Великопольського воєводства.
Населення — 44 особи (2011).
У 1975-1998 роках село належало до Пільського воєводства.

## Демографія
Демографічна структура станом на 31 березня 2011 року:
|          | Загалом | Допрацездатний вік | Працездатний вік | Постпрацездатний вік |
| -------- | ------- | ------------------ | ---------------- | -------------------- |
| Чоловіки | 24      | 4                  | 19               | 1                    |
| Жінки    | 20      | 2                  | 9                | 9                    |
| Разом    | 44      | 6                  | 28               | 10                   |